# سترينغنس
سترينغنس (بالسويدية: Strängnäs) هي منطقة حضرية ومقر بلدية سترينغنس بمحافظة سودرمانلاند في السويد. بلغ عدد سكانها 12,856 نسمة عام 2010. تقع سترينغنس على ضفة بحيرة مالارين وهي الكرسي الأسقفيّ لأبرشية سترينغنس وهي واحدة من الأبرشيات الثلاثة عشر التابعة لكنيسة السويد. وتبرز كاتدرائية سترينغنس واقعةً على قمة أحد التلال، ويعود تاريخ بناءها للفترة ما بين عام 1291 وعام 1340 خلال العصور الوسطى، وتعد الكاتدرائية من أبرز معالم المنطقة.

## أصل التسمية
يعود أول ذكر لاسم المدينة تاريخياً إلى عام 1120 في إشارة إلى الأبرشية. سُميت المدينة باسم «Strängnäs» في إشارة إلى وقوعها بالقرب من مضيق وعلى تلالٍ عدة ولا سيما على أكبر تلتين وهما «تل الطاحون» و«تلة الكاتدرائية». وبالعودة إلى اللغة النوردية القديمة فإن كلمة «strengr» تُشير إلى قناة مائية ضيقة، أمَّا الكلمة «nes» فهي تُشير إلى برزخ أو شبه جزيرة صغيرة وما إلى ذلك وتشيع تسمية المناطق في إسكندنافيا اشتقاقاً من هذه الكلمة بالتحديد.

## التاريخ

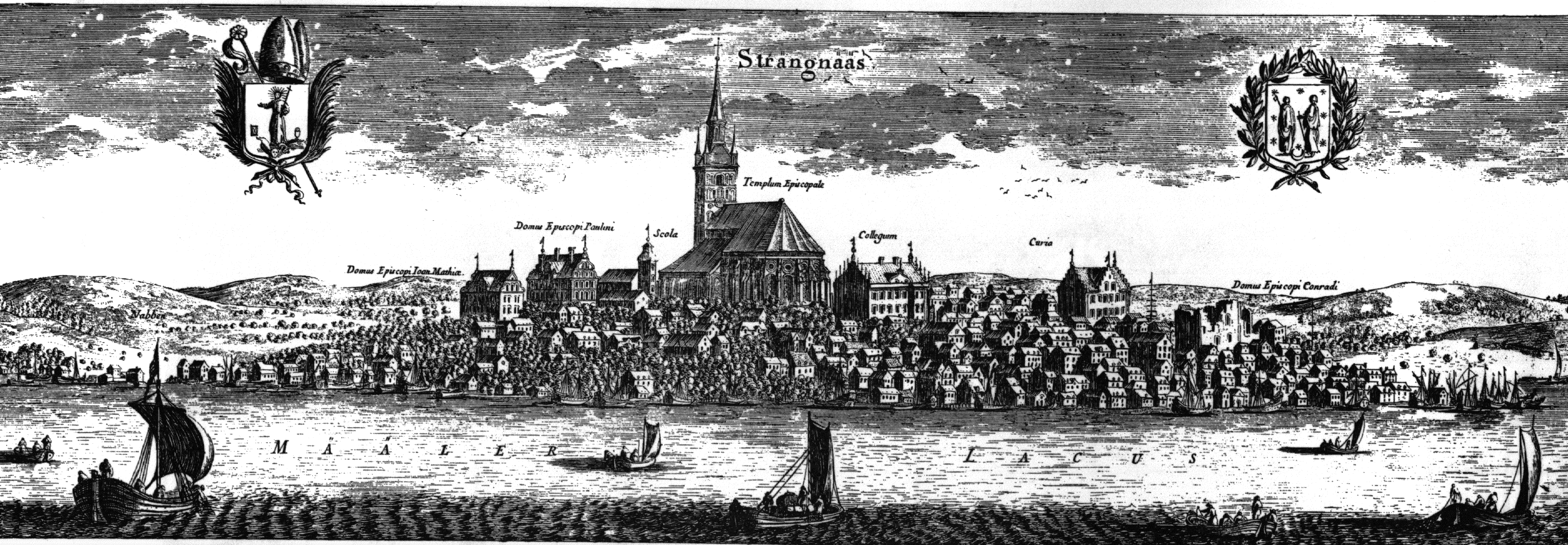
نقش يُصوّر سترينغنس حوالي عام 1700 من مجموعة نقوش «السويد الحديثة والقديمة» (Suecia antiqua et hodierna).

أُقِيمَ دير في المنطقة حوالي عام 1250، وافتُتِحت الكاتدرائية عام 1291 وتطورت البلدة فيما بعد كتجمع سكاني حول هاتين المنشأتين.
منح الملك ماغنوس أريكسون أقدم ميثاق للمدينة عام 1336. واكتسبت مدينة سترينغنس أهمية على مستوى مقاطعة سودرمانلاند بصفتها موقع الثينج الحاكم والسوق السنوي. انتُخِبَ غوستاف الأول ملكاً في سترينغنس عام 1523، وألقى أول خطابٍ له من موقعٍ متاخمٍ للكاتدرائية.
كان لمدينة سترينغنس مكانة تاريخية هامة في تاريخ السويد خلال القرنين الخامس عشر والسادس عشر، ولا سيما خلال الحقبة الإصلاحية. فكانت سترينغنس مسقط رأس المُصلح المسيحي البارز لاورنتيوس أندريه، وكذلك هي المدينة التي أقامَ فيها أندريه وأولوس بيتري.
غدت سترينغنس مركزا هاماً للدراسة والتعليم على مستوى المنطقة؛ فتأسست فيها مدرسة (جمنازيوم) توماس الأكاديمية عام 1626 وهي اليوم ثاني أقدم مدرسة عاملة أكاديمية ثانوية (جمنازيوم) من هذا النوع في السويد.
يبدو أن التطور الحضري والاقتصادي لسترينغنس قد شهد تباطئاً بعد حقبة الإصلاح، فترافق الازدهار الذي كان مؤقتاً مع وصول الأساقفة المتحمسين. وكان دخول المدينة في مجال الاستثمار التطوير الصناعي خلال القرن التاسع عشر بطيئاً إلى حد ما، مقارنةً مع غيرها من المناطق الأخرى. أدى حريق هائل اندلع عام 1871 إلى إعادة إعمار المدينة على نطاقٍ واسع، ومنذ حينها بقي التصميم الأساسي للمدينة على حاله.

## الحياة المعاصرة
يتنقل الكثير من سكان سترينغنس يومياً ويذهبون إلى أعمالهم في كل من مدن ستوكهولم وسودرتاليا وإسكيلستونا. يمر الطريق الأوروبي إي20 من المدينة، وتوجد محطة سكك حديدية تقع تحت إشراف شركة السكك الحديدية الوطنية السويدية «SJ AB» وتقدم خدماتها مباشرةً من وإلى العاصمة ستوكهولم.
تُمثّل السياحة عنصراً هاماً للاقتصاد المحلي لمدينة سترينغنس حيث تُشكّل التضاريس الطبيعية ولا سيما البحيرة وكاتدرائيتها ذات الطوب القوطي، إضافةً إلى ما تحويه من أعمال فنية وتماثيل وأراشيف تاريخي، نقطة جذب للعديد من الزوار.

## المدن التوأمة
- ريبه، بلدية إسبيرغ، الدنمارك

## معرض الصور

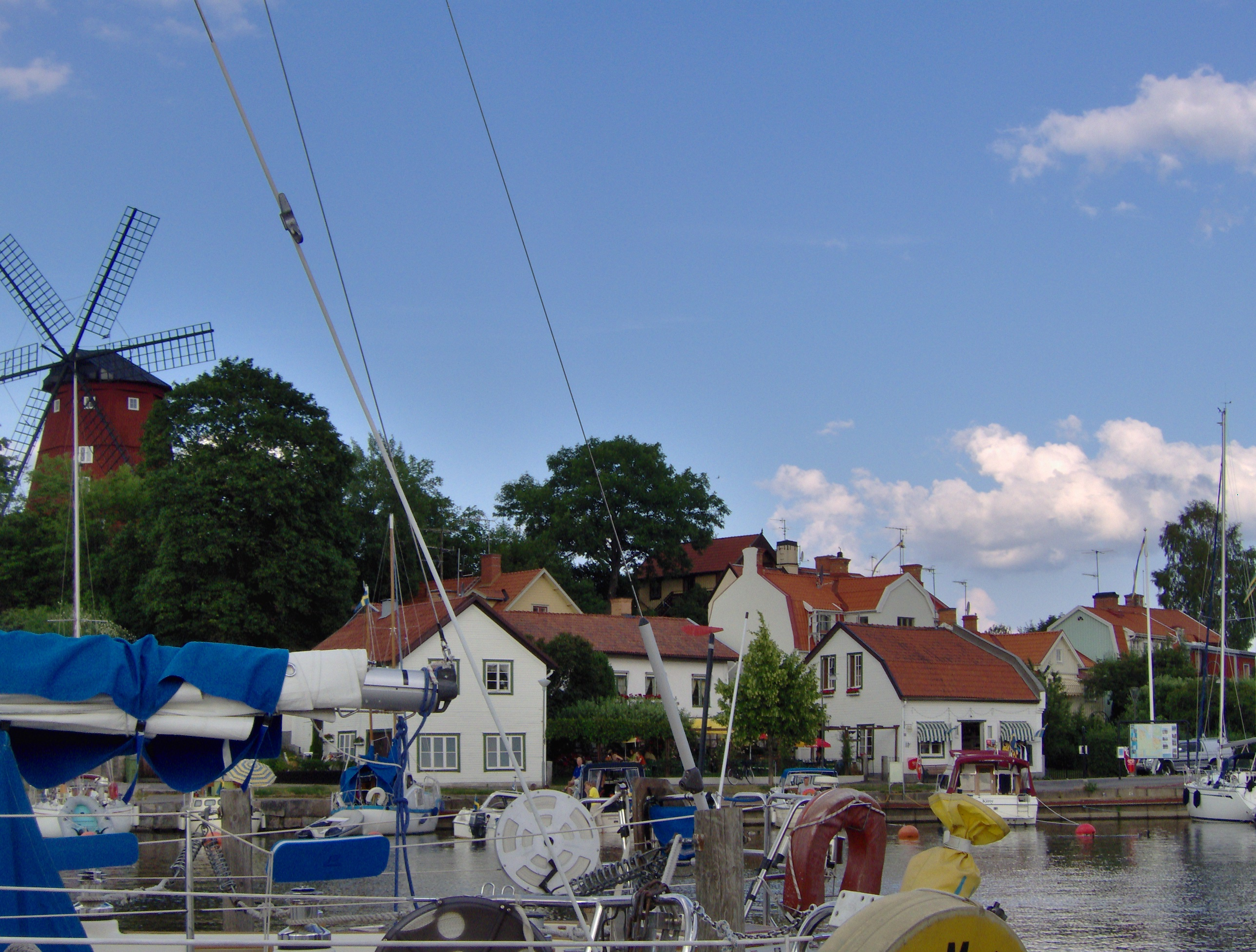
الميناء وطاحونة الهواء القديمة
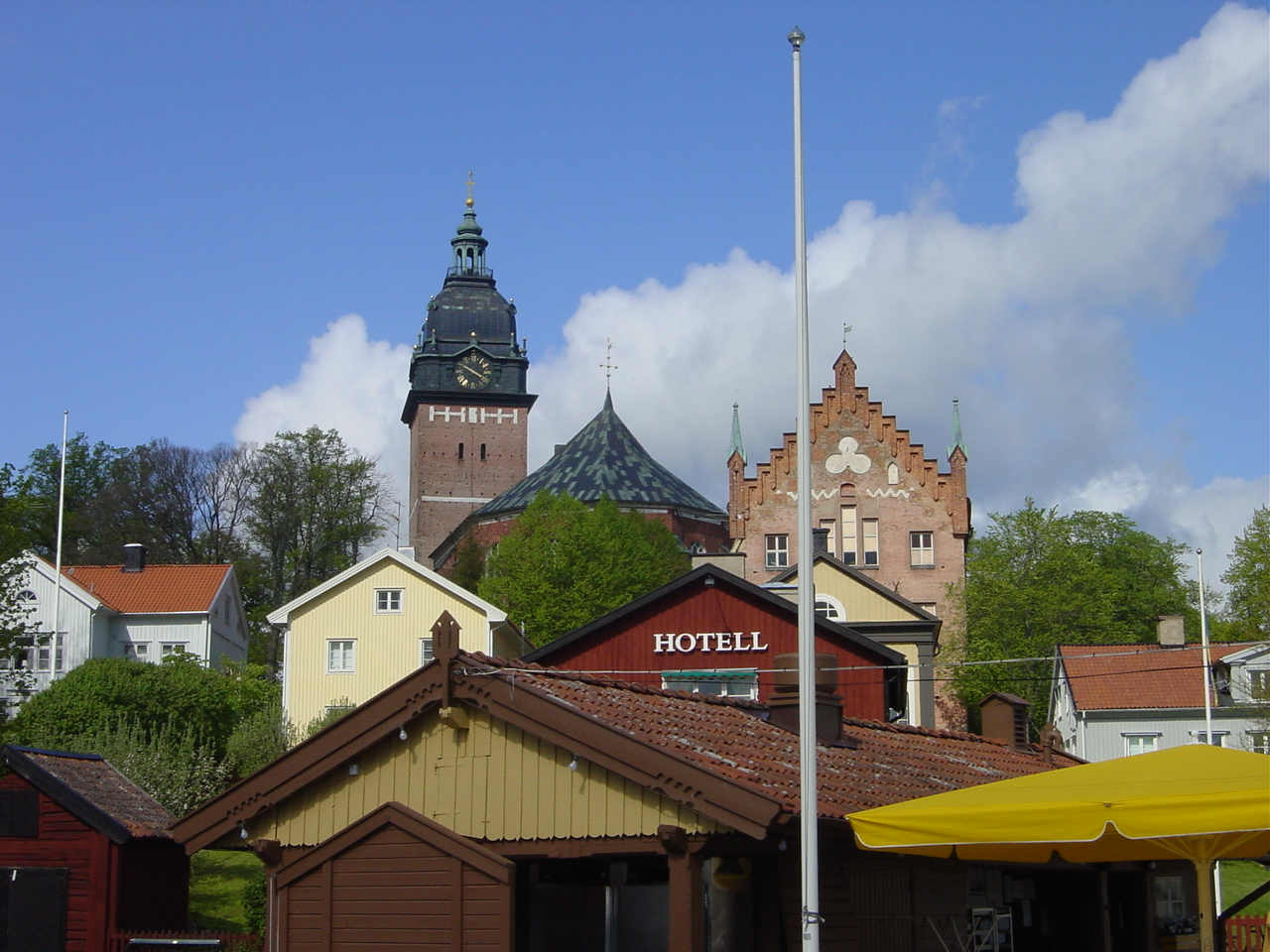
منازل في سترينغنس
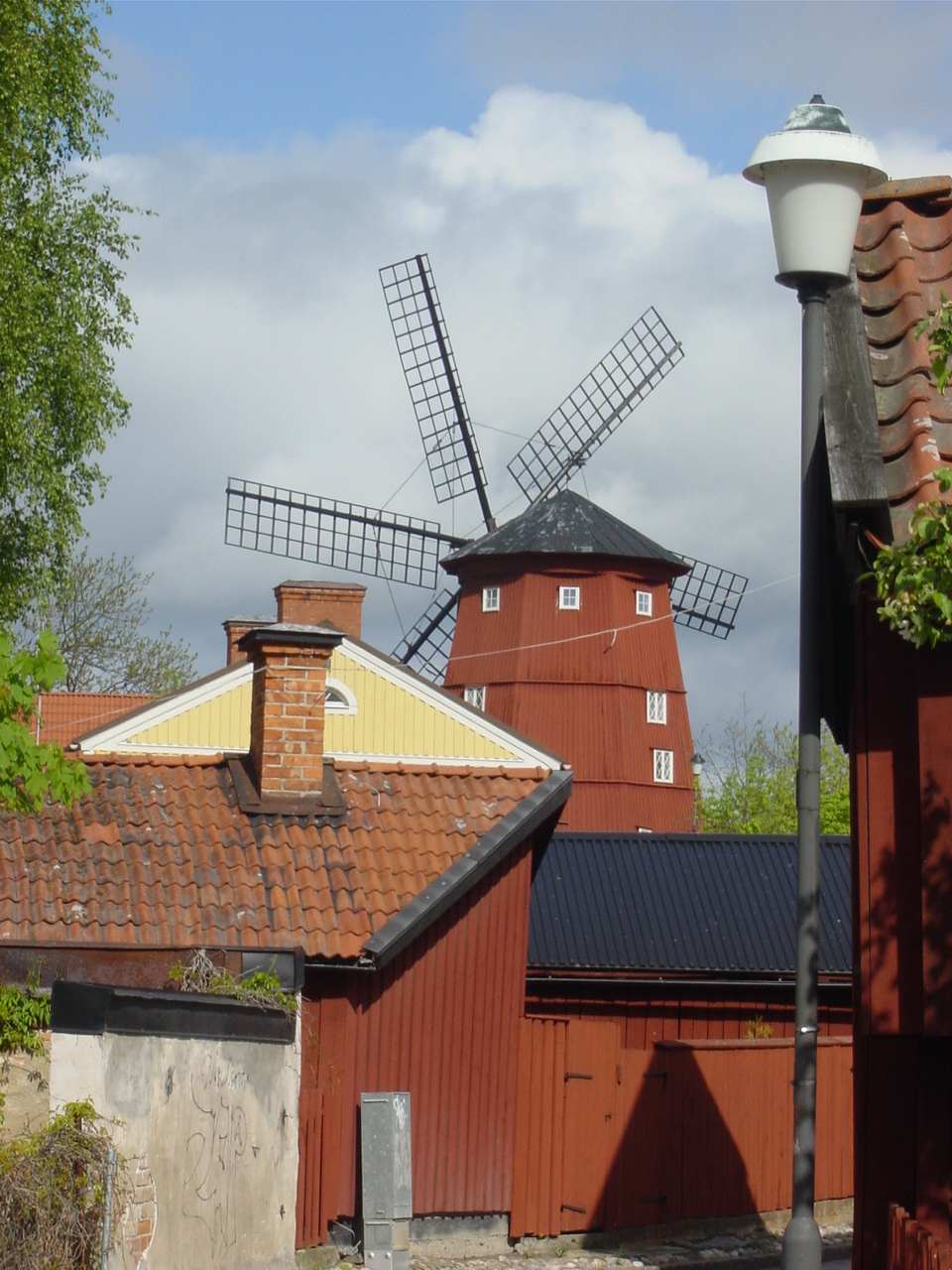
الطاحونة القديمة في سترينغنس
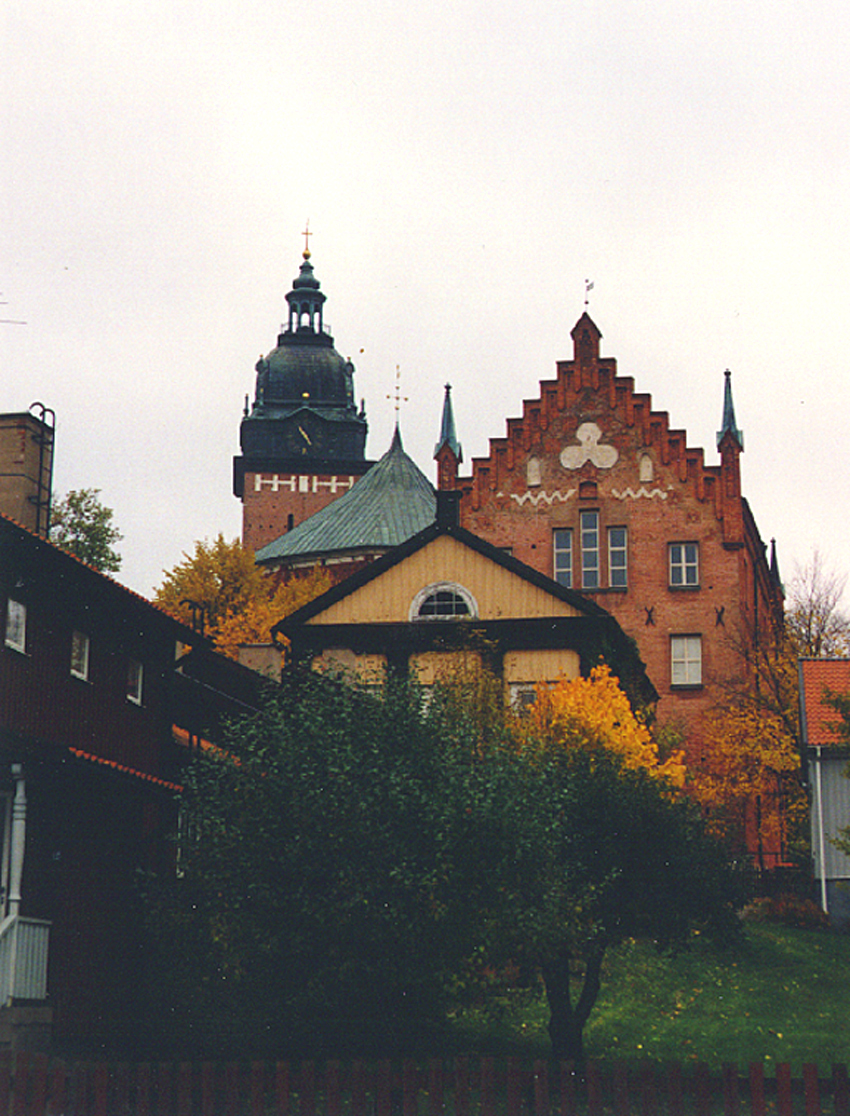
كاتدرائية سترينغنس

## وصلات خارجية
- الموقع الرسمي لسترينغنس